# Malahide
Malahide (del irlandés Mullach Íde) es una villa suburbana pintoresca de la ciudad de Dublín ubicada en Condado de Fingal (antes Condado de Dublín), Irlanda. Cuenta con un centro urbano rodeado de urbanizaciones suburbanas, con una población de 18.608 habitantes según el censo de 2022.
El pueblo está situado a 16 kilómetros al norte de la ciudad de Dublín, en la línea del tren a Belfast. Se ubica entre Swords y Portmarnock. Está situado en un estuario, al lado opuesto de lo que es Donabate. Malahide es uno de los pueblos suburbanos más ricos de Dublín, y posee una marina excelente. El topónimo Mullach Íde significa en irlandés El Promontorio de Santa Ira.
El castillo de Malahide y sus jardines, que en otro tiempo fuera propiedad del Lord Talbot de Malahide, data del siglo XII y está rodeado por un gran parque, parte del cual alberga un campo internacional de críquet. La zona también cuenta con una playa de arena, un puerto deportivo y diversos clubes deportivos. El pueblo creció en popularidad en tiempos georgianos como un destino costero para los habitantes ricos de la ciudad de Dublín. Esto es evidente hoy en día por la fina colección de casas georgianas en el pueblo y a lo largo de la costa. Todavía es una parada popular para viajeros de un día, especialmente en los meses de verano. Malahide también tiene una gran colección de pubs y restaurantes. Hay un excelente campo de golf cerca, y el área ofrece no menos de cinco escuelas en los alrededores, cuatro primarias y una secundaria.
Malahide está servida por el DART, y es un pueblo residente en crecimiento. Muchos de sus habitantes trabajan en el cercano Aeropuerto de Dublín.

## En la cultura popular
Malahide aparece en el filme Yesterday's Children, en que una ama de casa de Estados Unidos tiene sueños y visiones de una iglesia y una familia irlandesa en Malahide. Viaja a través del Atlántico a dónde cree que vivió una vida pasada.